# Amphicypris nobilis
Amphicypris nobilis är en kräftdjursart som beskrevs av Sars 1901. Amphicypris nobilis ingår i släktet Amphicypris och familjen Cyprididae. Inga underarter finns listade i Catalogue of Life.